# هلموت اشتاین
هلموت اشتاین (به آلمانی: Helmut Stein) بازیکن فوتبال و مهاجم اهل آلمان شرقی بود که از سال ۱۹۶۲ میلادی عضو تیم ملی فوتبال آلمان شرقی بوده‌است. وی در ۲۲ بازی ملی حضور داشته و در بازی‌های ملی‌اش ۲ گل به ثمر رساند. هلموت اشاین آخرین بازی ملی خود را در سال ۱۹۷۳ میلادی انجام داد.